# Vinci (Toscane)
Pour les articles homonymes, voir Vinci.
Vinci est une commune dans la ville métropolitaine de Florence en Toscane (Italie). Elle est la commune natale de Léonard de Vinci.

## Géographie
Vinci se trouve à vingt-cinq kilomètres à l'ouest de Florence à vol d'oiseau, sur les pentes du Montalbano, au cœur du vignoble de Chianti Montalbano.

## Personnalités
C'est à 2 km du bourg sur la route d'Anchiano que serait né Léonard de Vinci, le 15 avril 1452. La maison natale présumée a été entièrement reconstruite et présente dans une exposition sommaire les différents aspects de la personnalité artistique de Léonard.

## Culture

### Les musées Léonard de Vinci

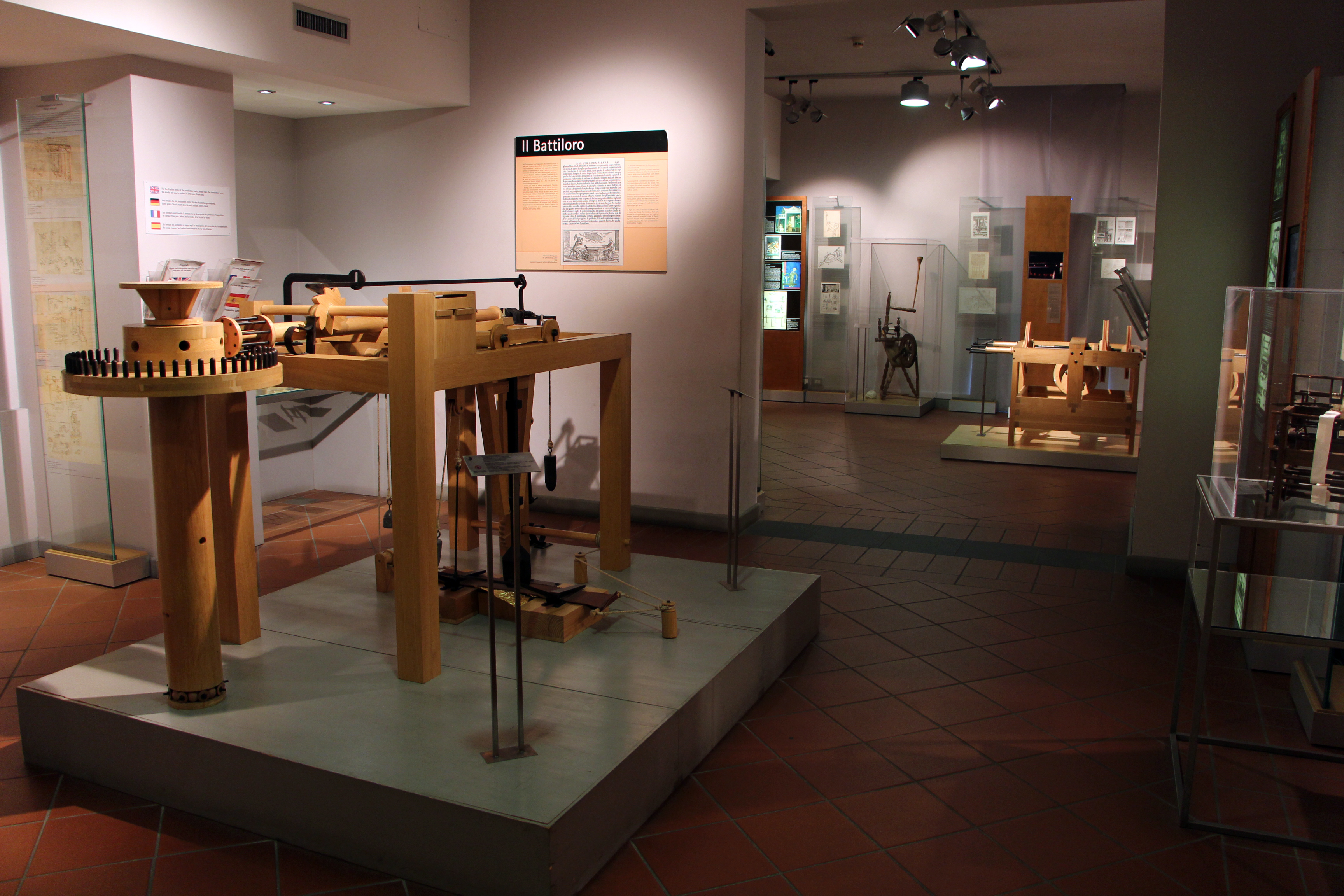

La quasi-totalité des lieux culturels de Vinci sont à l'honneur de Léonard de Vinci, excepté les églises Santa Croce (it) et le Santuario della Santissima Annunziata (it) (sanctuaire de la Très Sainte Annonciation).
Trois musées sont consacrés à Léonard de Vinci :
- Le Museo ideale Leonardo da Vinci[4] a été créé par Alessandro Vezzosi, un admirateur et collectionneur de Léonard, dans les anciennes caves du château de Vinci. Ce musée privé d'arts, de technologie, et d'anthropologie retrace la complexité des œuvres de Léonard de Vinci. Sont présentés les différents aspects de l’œuvre de Léonard (peintures issues de son atelier, maquettes) et une section à ciel ouvert, qui reproduit son labyrinthe géométrique, symbolisant le chemin qui mène à la connaissance. Il est actuellement fermé pour une durée indéterminée.
- Le musée Leonardiano[5], qui expose les reconstitutions de ses inventions. Il a été inauguré en 1952, pour le jubilé de la naissance de Léonard, puis restauré en 2010. Les collections sont réparties dans deux bâtiments différents : la Palazzina Uzielli (machines de chantier et technologie textile) et le castello dei Conti Guidi (maquettes réalisées à partir de dessins annotés de Léonard, engins volants, machines militaires, grues, canons à eau, etc.). Une des œuvres les plus précieuses est un dessin de bicyclette, découvert lors de la restauration du Codex Atlanticus, qui était resté inconnu pendant 360 ans.
- Maison natale de Léonard de Vinci

### Les lieux importants dans la ville
Le château des comtes Guidi (XIe – XIIe siècles) appartient à la ville depuis 1919 et est également appelé castello della nave. Il contient depuis 1953 le musée Léonard-de-Vinci et la Villa Vignozzi (it).
La ville de Vinci abrite la Biblioteca Leonardiana (it) fondée en 1883, et inaugurée bien après en 1928, dans laquelle se trouvent des manuscrits, dessins et plans réalisés par Léonard de Vinci.
Un peu plus loin, à 3 km de Vinci, dans le village d'Anchiano, se trouve la maison natale de Léonard de Vinci.

### L'art contemporain à Vinci
Plusieurs œuvres d'art contemporain peuvent être admirées dans le village, comme L'Uomo di Vinci de Mario Ceroli (it), le [Cavallo di Leonardo de Nina Akamu Cavallo di Leonardo] de Nina Akamu et les reliefs géométriques sur la piazza dei guidi, de Mimmo Paladino.
Sur la piazza Giuseppe Garibaldi se trouve une copie du tableau de la Joconde réalisée à même la place en pavés autobloquants.

### Les fêtes à Vinci
La dernière semaine de juillet a lieu la Fiera di Luglio. Des cortèges historiques, des joutes et des tournois en costume sont organisés.
Lors du Volo di Cecco Santi, le dernier mercredi du mois de juillet, Vinci célèbre la légende de Cecco Santi. Cet homme fut jeté du haut de la tour du château et s'en sortit indemne. Un mannequin est poussé dans le vide à cette occasion.

## Administration
| Période                                  | Période  | Identité         | Étiquette                       | Qualité |
| ---------------------------------------- | -------- | ---------------- | ------------------------------- | ------- |
| 25 mai 2014                              | en cours | Giuseppe Torchia | Parti démocratique              | Maire   |
| 2004                                     | 2014     | Dario Parrini    | Centro sinistra (centre gauche) |         |
| Les données manquantes sont à compléter. |          |                  |                                 |         |

### Hameaux
Collegonzi, San Pantalèo, Sant'Amato, Sant'Ansano in Greti, Sovigliana - Spicchio, Streda, Toiano, Vitolini
| Hameau                        | Nb d'habitants |
| ----------------------------- | -------------- |
| Apparita                      | 158            |
| La Chiesa Collegozzi          | 48             |
| La Chiesa San Pantaleo        | 38             |
| Mignana                       | 34             |
| Piccaratico                   | 31             |
| Poggio alla Cavalla           | 34             |
| Sant'Ansano                   | 194            |
| Santigliana                   | 31             |
| Spicchio-sovigliana           | 7598           |
| La Stella                     | 180            |
| Tigliano                      | 38             |
| Toiano                        | 213            |
| Vitolini                      | 723            |
| Zona industriale di Mercatale | 121            |

### Écoles
Vinci compte une école élémentaire publique rue du XXV Aprile : la Scuola dell'Infanzia Staccia Buratta.
Vinci possède également une école de musique, place Giuseppe Garibaldi, fondée par l'association Filarmonica Leonardo Da Vinci.

### Communes limitrophes
Capraia e Limite (Prato), Cerreto Guidi, Empoli, Lamporecchio (Pistoia), Quarrata (Pistoia).

## Économie
L'économie de Vinci repose principalement sur ses activités touristiques et sur l'agriculture, avec l'exploitation du vin.

## Honneur
L'astéroïde (18441) Cittadivinci est nommé en son honneur.

## Galerie de photos

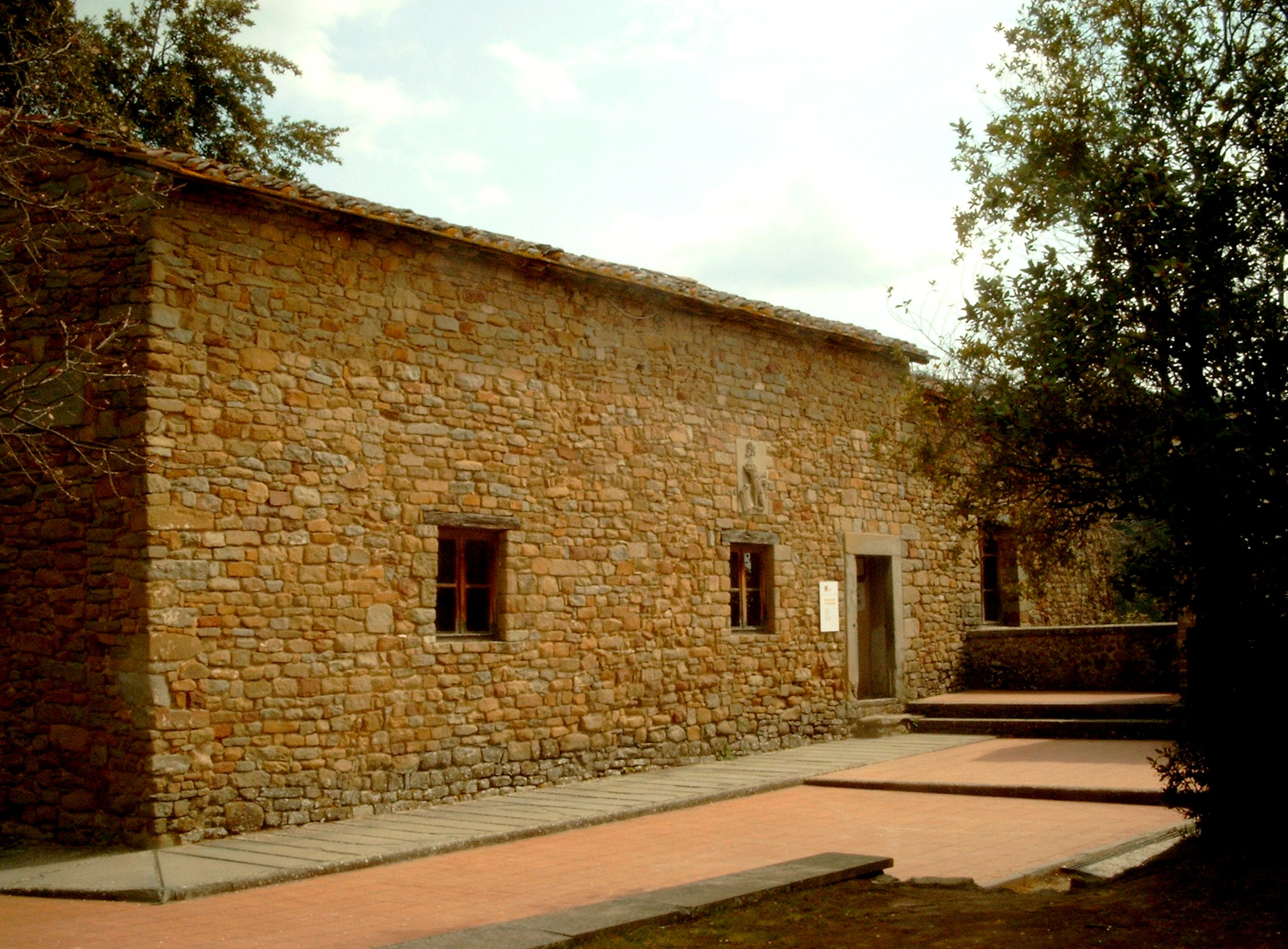
Maison natale de Léonard de Vinci
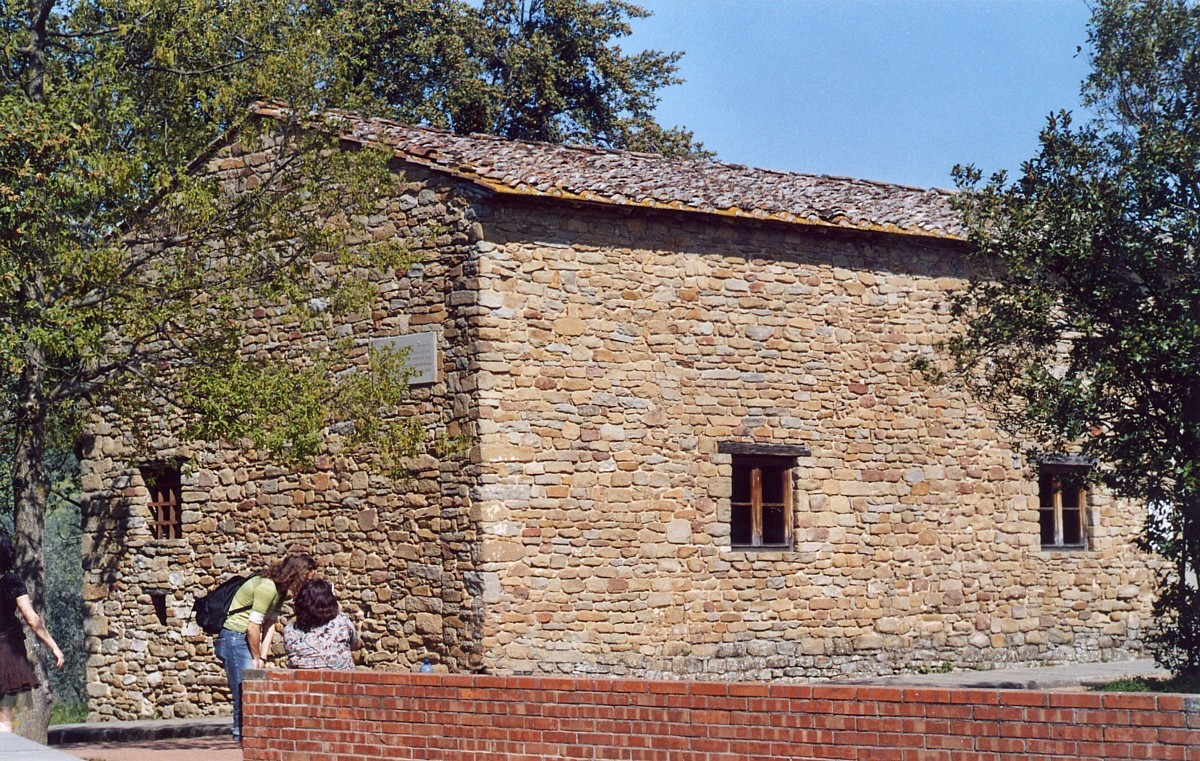
Casa Leonardo.
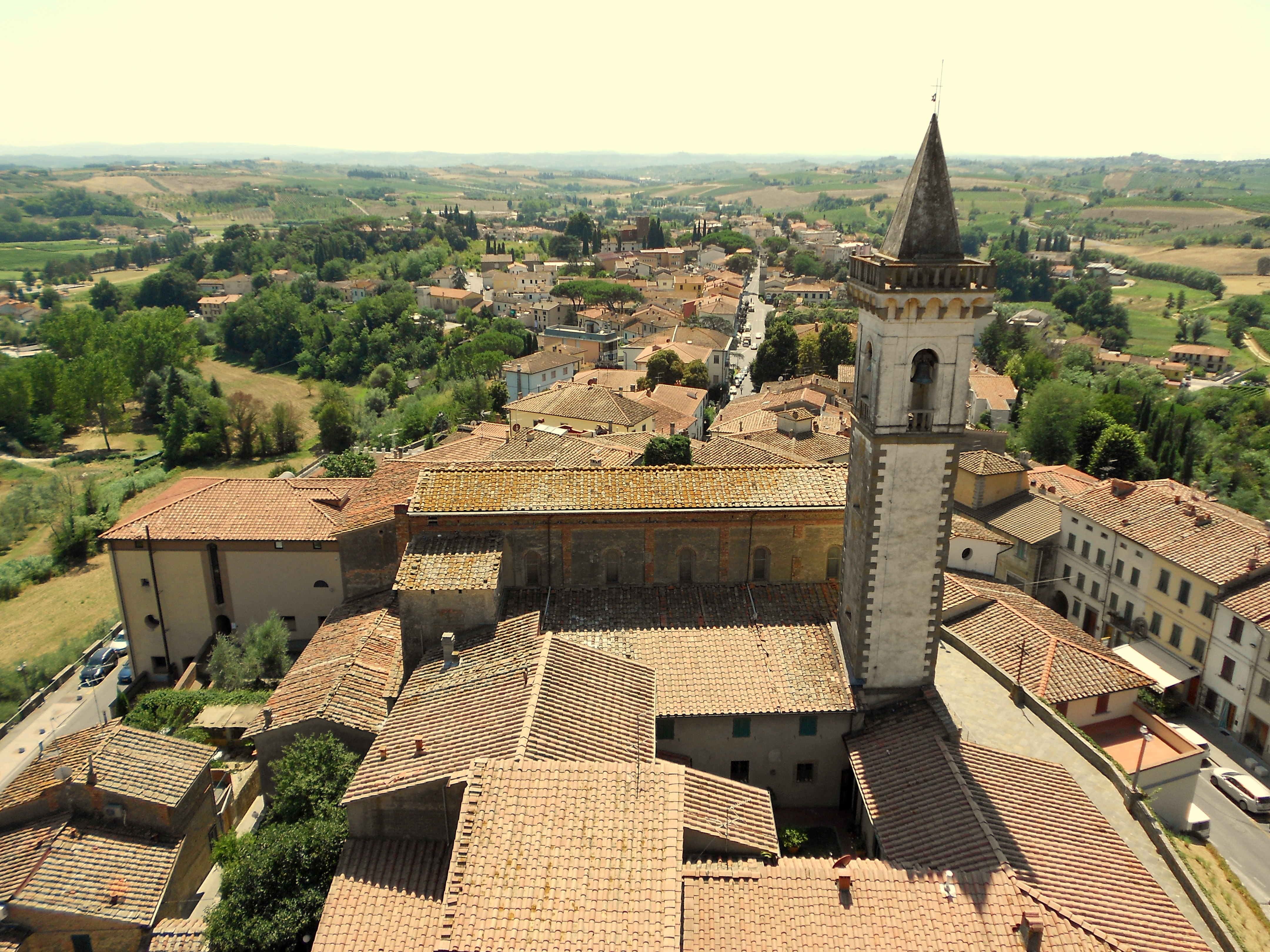
Vue du bourg.
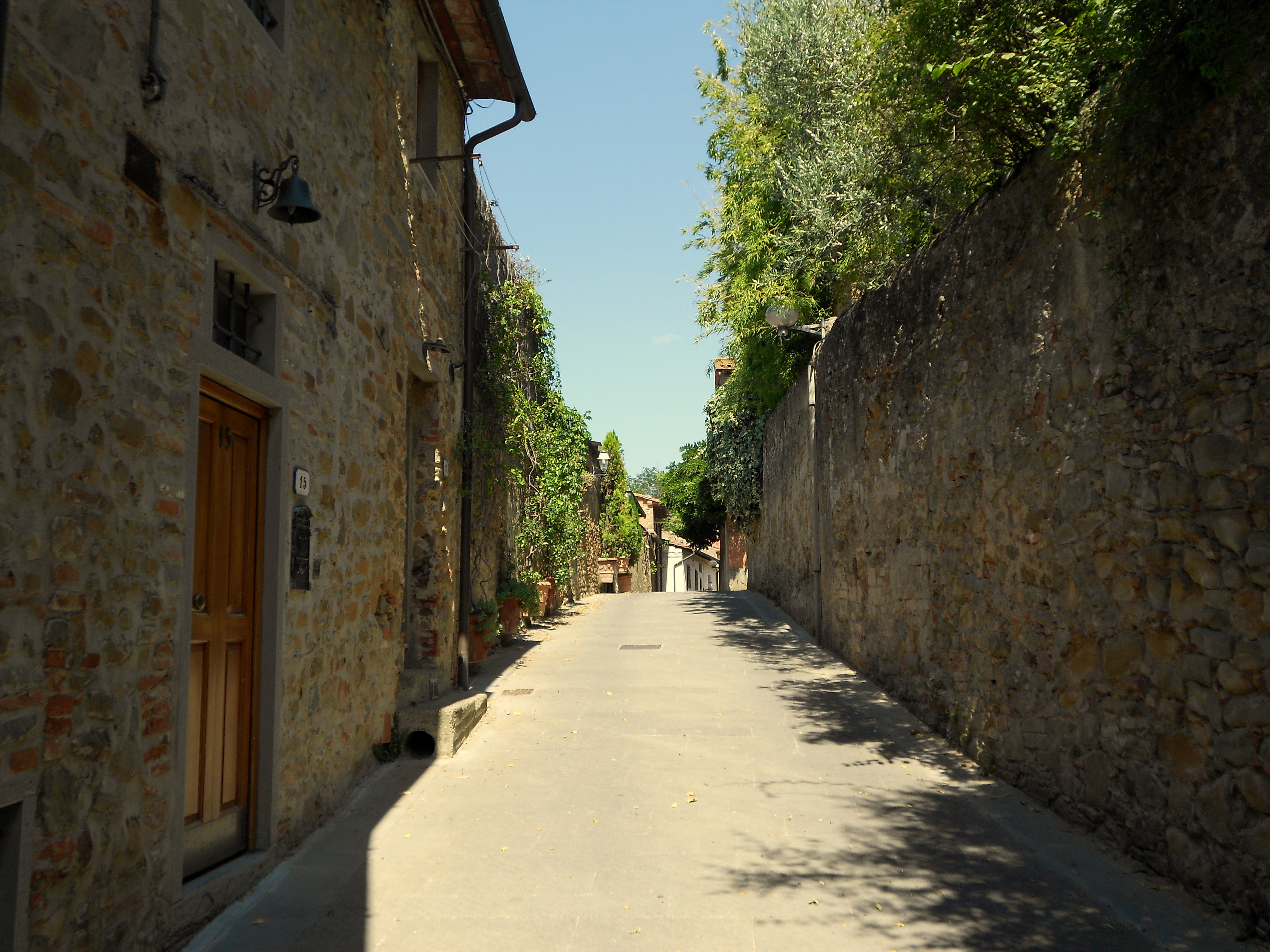
Ruelle.
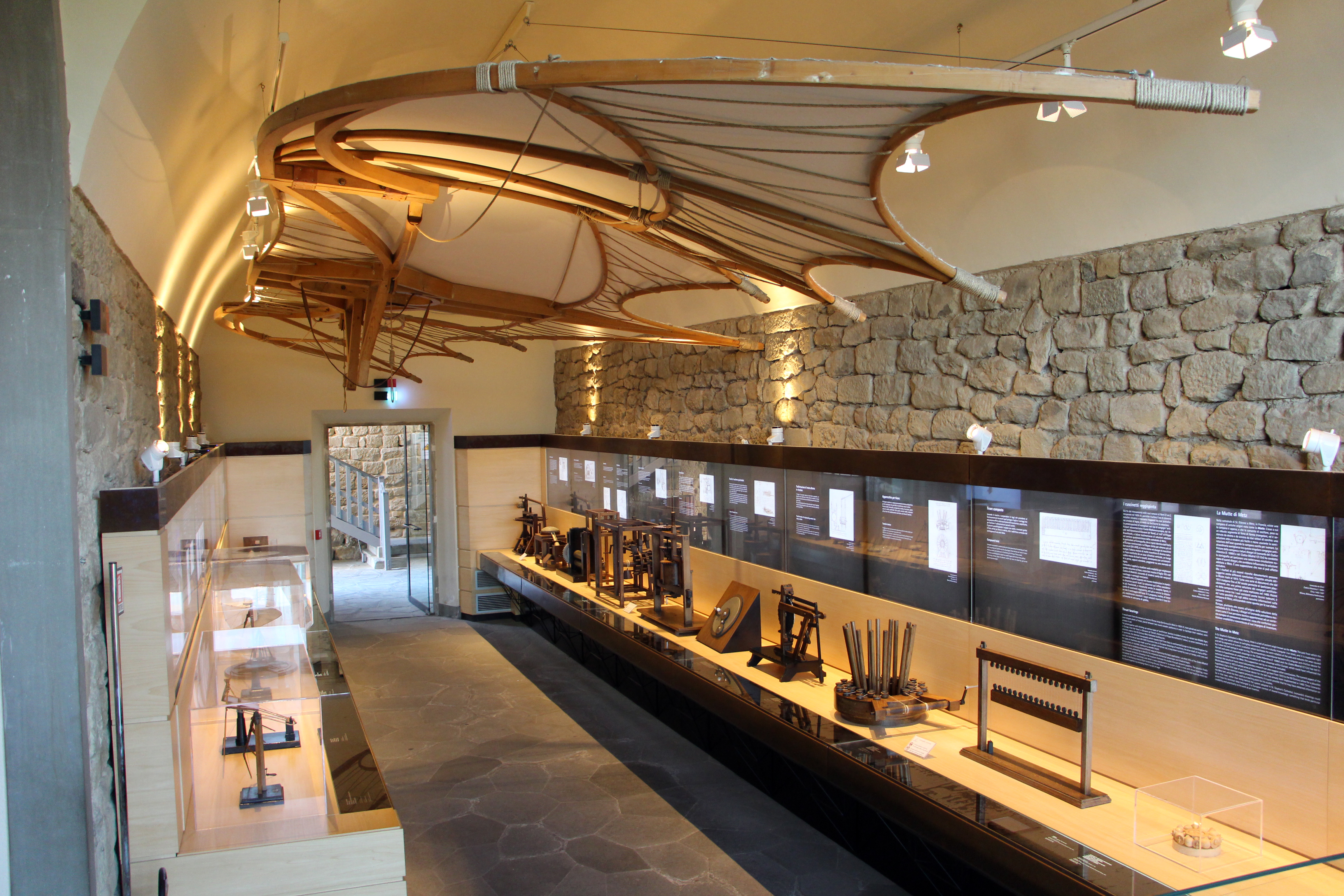
Musée Leonardiano.
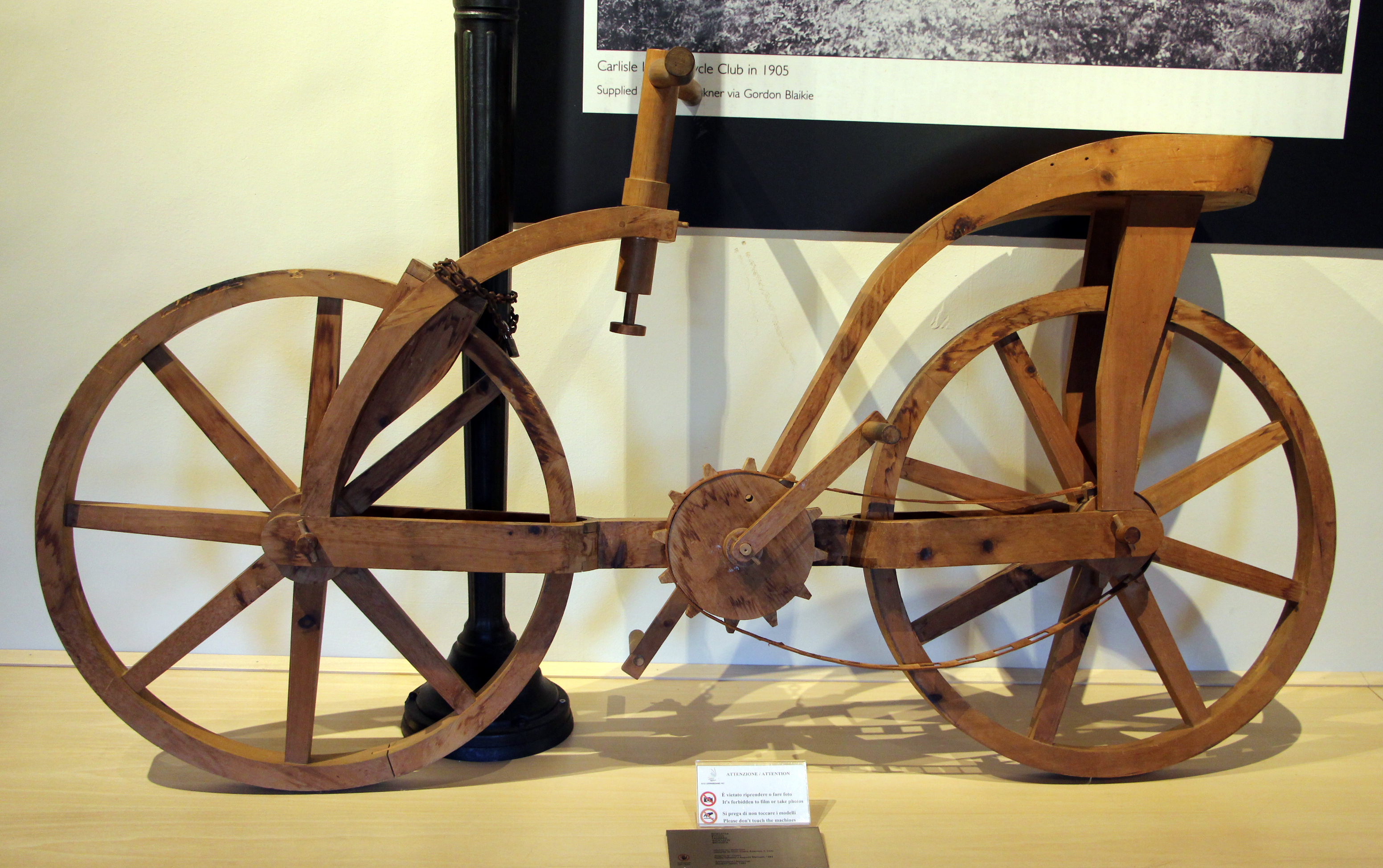
Musée Leonardiano : modèle de bicyclette.